# Naksos i Mikres Kiklades
Naksos i Mikres Kiklades (gr. Δήμος Νάξου και Μικρών Κυκλάδων, Dimos Naksu ke Mikron Kikladon) – gmina w Grecji, w administracji zdecentralizowanej Wyspy Egejskie, w regionie Wyspy Egejskie Południowe, w jednostce regionalnej Naksos. W jej skład wchodzi między innymi wyspa Naksos. Siedzibą gminy jest Naksos. W 2011 roku liczyła 18 904 mieszkańców. Powstała 1 stycznia 2011 roku w wyniku połączenia dotychczasowych gmin Naksos i Drimalia oraz wspólnot: Schinusa, Kufonisia, Iraklia i Donusa.